# Małe Żabie Oko
Das Kleine Froschauge (pl. Małe Żabie Oko) in Polen ist einer der drei Fischseen (pl. Rybie Stawki), auch Fischaugen genannt (pl. Rybie Oczy), im Fischbachtal (pl. Dolina Rybiego Potoku) in der Hohen Tatra. Der Gletschersee befindet sich in der Gemeinde Bukowina Tatrzańska. Er liegt in einer streng geschützten Torflandschaft und ist nicht zugänglich. Er ist ein Refugium für zahlreiche Tier- und Pflanzenarten. Unweit des Sees verläuft der obere Teil der Panoramastraße Oswald-Balzer-Weg.